# British Sugar
A British Sugar Nagy-Britannia egyedüli cukoripari vállalata; az Európai Unióban a negyedik legnagyobb cukorgyártó cég, amely az Európai Unió cukortermelésének mintegy 9,6%-át adja. Az ország cukorfogyasztásának több mint 50%-át biztosítja; a többit a Tate&Lyle fedezi importból finomított cukorból.

## Története
Az első cukorgyárat Nagy-Britanniában 1912-ben alapították. Az 1920-as években további 17 cukorgyár épült; 1925-ben az állam 14 cukorgyár létesítését támogatta, mert az első világháború tapasztalatai következtében függetleníteni akarta az ország cukorellátását a világpiactól. Az 1930-as években 13 vállalat 18 cukorgyárat működtetett az Egyesült Királyságban. 1936-ban a cukorgyárak egyesülésével jött létre a British Sugar Corporation.
1973-ban, amikor az Egyesült Királyság belépett az Európai Unióba, az ország cukorkvótáját 1,04 millió tonnában állapították meg, amit egyedüli gyártóként a British Sugar kapott meg. 1972 és 1979 között a cég cukortermelése 709 ezer tonnáról 1154 ezer tonnára, belföldi piaci részaránya 26%-ról 48,9%-ra növekedett. 1980-ban a céget privatizálták, és a Beresford tulajdonába került.
A cukorkvóta csökkentése miatt 1981-ben négy gyárat zártak be (Ely, Felsted, Nottingham és Selby). Ezt követte 1989-ben a spaldingi gyár bezárása.
1991-ben az Associated British Foods megvásárolta a British Sugart, és azóta is a tulajdonában van.
További cukorgyárak bezárására került sor 1991-ben (Peterborough és Brigg), 1994-ben (King's Lynn), 2001-ben (Bardney és Ipswich), 2002-ben (Kidderminster), illetve 2007-ben (Allscott és York).
2013/14-ben a cég négy gyárat működtetett Suffolkshire (Bury St Edmunds), Norfolkshire (Cantley és Newark-on-Trent), illetve Nottinghamshire megyékben (Wissington), összesen 45 500 tonna répa napi feldolgozási kapacitással.

### Magyar kapcsolat
A Bury St Edmunds-beli gyár, az United Sugar & Co. alapításánál (1925) az alaptőke 50%-át magyar részvényesek (a Deutsch Ignác és Fia (DIF), a Magyar Általános Hitelbank, a Pesti Magyar Hitelbank és ennek érdekkörébe tartozó szolnoki cukorgyár) jegyezték. A gyár beindításában, a műszaki hibák kijavításában és az angol munkások betanításában a hatvani és a szolnoki cukorgyár szakemberei is részt vettek: Hatvanból Ollé László műszaki igazgató és több szakmunkás, Szolnokról Láng János műszaki igazgató, három műszaki tisztviselő és több szakmunkás. A gyár első igazgatója a nagysurányi származású Jórisch Adolf volt.
A befektetés három év alatt megtérült, részben az állami támogatásnak köszönhetően. Ez a gyár volt a legeredményesebb az angol cukorgyárak között: 1931-ig összesen az alaptőkéje 140%-ának megfelelő összegű osztalékot fizetett, míg az utána következő  holland érdekeltségű Cantley and Kelham csak 63%-ot.
1934-ben a Magyar Általános Hitelbank és a DIF eladta részvényeit, a szolnoki cukorgyár azonban még a második világháború után is részvényes volt. 

## Képek

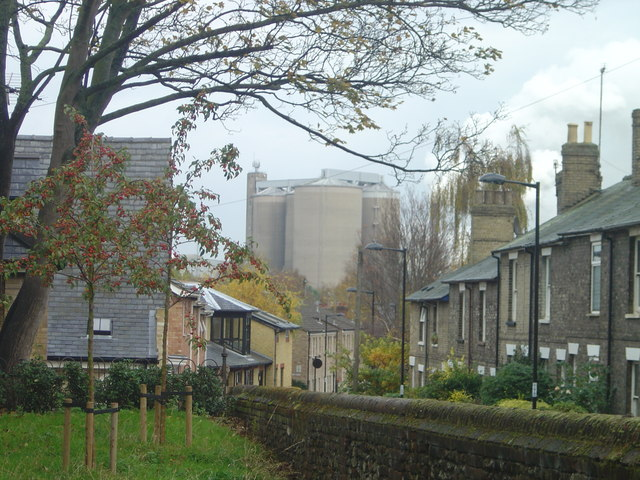
Bury St Edmunds
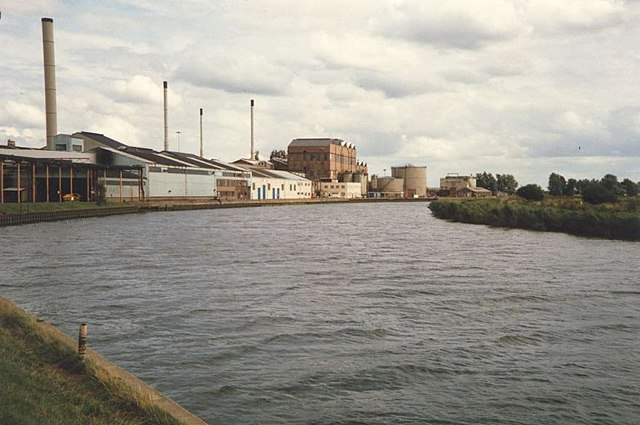
Cantley
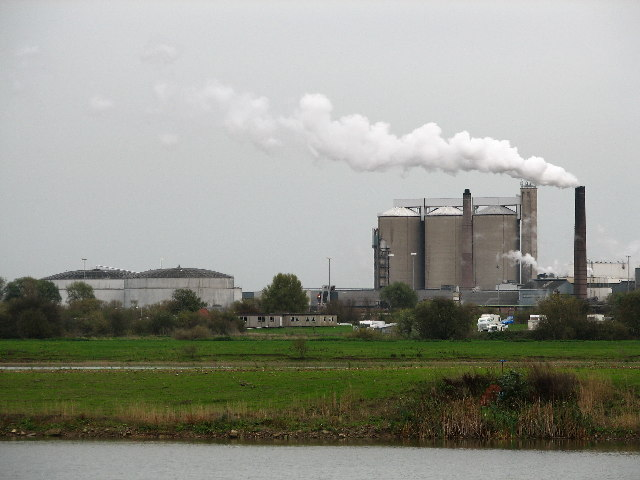
Newark-on-Trent